# Live at the BBC (album, Fleetwood Mac)
Live at the BBC je koncertní dvojalbum britské blues-rockové skupiny Fleetwood Mac. Album bylo nahrané v letech 1967–1971 a vydané v roce 1995.

## Seznam skladeb
| Disk 1 | Disk 1                                    | Disk 1               | Disk 1 |
| Pořadí | Název                                     | Autor                | Délka  |
| ------ | ----------------------------------------- | -------------------- | ------ |
| 1.     | Rattlesnake Shake (1970)                  | Green                |        |
| 2.     | Sandy Mary (1970)                         | Green                |        |
| 3.     | I Believe My Time Ain’t Long (1967)       | Johnson arr. Spencer |        |
| 4.     | Although the Sun Is Shining (1969)        | Kirwan               |        |
| 5.     | Only You (1970)                           | Kirwan               |        |
| 6.     | You Never Know What You’re Missing (1969) | Spencer              |        |
| 7.     | Oh Well (1969)                            | Green                |        |
| 8.     | Can’t Believe You Wanna Leave (1969)      | Price                |        |
| 9.     | Jenny Lee (1970)                          | Spencer              |        |
| 10.    | Heavenly (1969)                           | Unknown              |        |
| 11.    | When Will I Be Loved (1970)               | Everly               |        |
| 12.    | When I See My Baby (1970)                 | Kirwan               |        |
| 13.    | Buddy’s Song (1970)                       | Holly                |        |
| 14.    | Honey Hush (1970)                         | Turner               |        |
| 15.    | Preachin’ (1971)                          | Unknown              |        |
| 16.    | Jumping at Shadows (1969)                 | Bennett              |        |
| 17.    | Preachin’ Blues (1968)                    | Johnson              |        |
| 18.    | Need Your Love So Bad (1968)              | Mertis John Jr.      |        |

| Disk 2 | Disk 2                        | Disk 2                | Disk 2 |
| Pořadí | Název                         | Autor                 | Délka  |
| ------ | ----------------------------- | --------------------- | ------ |
| 1.     | Long Grey Mare (1967)         | Green                 |        |
| 2.     | Sweet Home Chicago (1968)     | Johnson               |        |
| 3.     | Baby Please Set a Date (1967) | McCoy                 |        |
| 4.     | Blues with a Feeling (1969)   | Jacobs                |        |
| 5.     | Stop Messin’ Round (1968)     | Green                 |        |
| 6.     | Tallahassee Lassie (1969)     | Slay/Picariello/Crewe |        |
| 7.     | Hang on to a Dream (1968)     | Hardin                |        |
| 8.     | Linda (1969)                  | Spencer               |        |
| 9.     | Mean Mistreatin’ Mama (1968)  | Carr                  |        |
| 10.    | World Keeps Turning (1968)    | Green                 |        |
| 11.    | I Can’t Hold Out (1968)       | James                 |        |
| 12.    | Early Morning Come (1969)     | Kirwan                |        |
| 13.    | Albatross (1968)              | Green                 |        |
| 14.    | Looking for Somebody (1967)   | Green                 |        |
| 15.    | A Fool No More                | Green                 |        |
| 16.    | Got To Move (1967)            | James/Seahorn         |        |
| 17.    | Like Crying Like Dying        | Kirwan                |        |
| 18.    | Man of the World (1969)       | Green                 |        |

## Sestava
- Peter Green – kytara, zpěv
- Jeremy Spencer – kytara, zpěv, piáno
- Danny Kirwan – kytara, zpěv
- John McVie – baskytara
- Mick Fleetwood – bicí, perkuse